# Anna-Maria Sieklucka
Anna-Maria Sieklucka (pronuncia-se Sie-kloo-tska [ʂiɛklut͡ska], nascida em 31 de maio de 1992), é uma atriz e cantora polonesa, mais conhecida por interpretar Laura Biel no drama de 365 Dias em 2020. Ela já apareceu em uma série de televisão polonesa Na dobre i na złe em 2019.

## Biografia
Sieklucka nasceu em Lublin, a maior cidade do leste da Polónia. O pai dela, Jerzy Antoni Sieklucki, é advogado. Ela estudou na faculdade de AST National Academy of Theatre Arts, com sede em Wrocław, e se formou em 2018. Ela é capaz de falar fluentemente polonês, inglês, francês e alemão.

## Carreira
Em outubro de 2019, ela foi escalada como Ania Grabek, uma estrela convidada da série de televisão polonesa "Na dobre i na złe", focada na vida de paramédicos e funcionários do hospital. Sua estréia no cinema foi o papel de Laura Biel, ao lado de Michele Morrone, no amplamente reconhecido filme 365_Dni, que estreou na Netflix em junho de 2020. Ela descreveu as filmagens como um desafio e hesitou em aceitar o papel depois de ler o roteiro.

### 2020:365 Days
Em 2020, Anna-Maria Sieklucka desempenhou o papel principal de Laura Biel em 365 Dias, em que fez par romântico com Michele Morrone. O filme, que é inspirado na série de livros "365 Dias", da escritora Polonesa Blanka Lipińska, foi lançado na Polónia em 7 de Fevereiro de 2020 e foi posteriormente disponibilizado na Netflix. Ele ganhou reconhecimento mundial principalmente devido às cenas que se assemelhavam aos do filme de 2015 Fifty Shades of Grey.
Em 02 de julho de 2020, Sieklucka alcançou mais de 2 milhões de seguidores no Instagram.

## Vida Pessoal
Sieklucka está atualmente em um relacionamento com o diretor de teatro Łukasz Witt-Michałowski (Namoro). Quando em Lublin, a atriz mora na casa de sua familia, porém já morou junto com o namorado em Varsóvia.